# Georgina Bardach
Georgina Bardach Martin (née le 18 août 1983 à Concordia), est une nageuse argentine médaillée de bronze du 400 m quatre nages aux Jeux olympiques d'Athènes en 2004. À l'issue de l'année 2012 durant laquelle elle a participé à ses quatrièmes Jeux olympiques, la nageuse annonce la fin de sa carrière sportive.

## Palmarès

### Jeux olympiques
- Médaille de bronze au 400 m quatre nages des JO 2004 à Athènes

### Championnats du monde
- Médaille de bronze au 400 m quatre nages des Mondiaux en petit bassin 2002 à Moscou

### Jeux panaméricains
- Médaille d'or au 400 m quatre nages des Jeux panaméricains 2003 à Saint-Domingue
- Médaille de bronze au 400 m quatre nages des Jeux panaméricains 2007 à Rio de Janeiro